# Sebbe De Buck
Sebastian "Sebbe" De Buck (Antwerpen, 14 maart 1995) is een Belgisch snowboarder.

## Levensloop
In maart 2017 werd hij vierde op de FIS-wereldkampioenschappen snowboarden in de discipline slopestyle in het Spaanse Sierra Nevada-gebergte.
In 2018 nam hij deel aan de Olympische Winterspelen in het Zuid-Koreaanse Pyeongchang, alwaar hij aantrad met een gebroken pols. Hij werd er 20e in de slopestyle en 34e in de big air. Eveneens in 2018 behaalde hij de 8ste plaats in de wereldbekermanche slopestyle in het Chinese Zhangjiakou. In februari 2019 werd hij 8ste in de slopestylecompetitie van het wereldkampioenschap in het Amerikaanse Park City.
In januari 2021 werd hij vierde in de grootste snowboardwedstrijd van Europa, de Laax Open (Laax, Zwitserland).

## Resultaten

### Olympische Winterspelen
| Jaar | Plaats      | Resultaten                 |
| ---- | ----------- | -------------------------- |
| 2018 | Pyeongchang | 20e Slopestyle 34e Big air |

### Burton US Open
| Jaar | Plaats | Resultaten     |
| ---- | ------ | -------------- |
| 2020 | Vail   | 10e Slopestyle |